# سعاد العلوي
سعاد العلوي- هي ممثلة مغربية. شاركت في عدد من الأفلام السينمائية، والمسلسلات التلفزيونية المغربية.
بدأت مشوارها الفني علي خشبة المسرح عام 1984م ، وكانت أول مشاركة لها من خلال دور البطولة في مسلسل راضية.
شاركت في مجموعة من الأعمال التلفزيونية والسينمائية، منها فيلم "شفاه الصمت"، و"محاكمة امرأة"، و"فين ماشي يا موشي" لحسن بنجلون، و"السمفونية المغربية" لكمال كمال، و"ألو بيتزا" لمراد الخودي، إلى جانب مشاركتها في مجموعة من الأفلام التلفزيونية الوطنية، ومجموعة من الأعمال الكوميدية.

## تغيير اسمها
اسمها الحقيقي هو "سعاد صابر"، لكنّها غيرته إلى "سعاد العلوي"، نسبة إلى اسم زوجها الراحل. وجاء هذا التغيير بسبب الخلط الذي أحدثه اسمها مع اسم الممثلة المعروفة سعاد صابر، لدرجة أنه سبق لها أن لعبت دورا في مسرحية ونشرت إحدى الجرائد صورة للفنانة سعاد صابر.

## أعمالها الفنية
تنوعت الأعمال الفنية لسعاد العلوي ما بين السينما والمسرح والتلفزيون ، ونذكر من أعمالها:

### أولاً: الأفلام.
- 2001: شفاه الصمت - فيلم من اخراج ، حسن بنجلون، وبطولة ، السعدية لديب ، وعبدالإله عاجل، وأمل عيوش.
- 2002: محاكمة امرأة - فيلم من اخراج: حسن بنجلون ، وبطولة، رشيد الوالي، وسناء الزعيم.
- 2006: السمفونية المغربية - فيلم من تأليف واخراج: كمال كمال، وبطولة: يونس ميكري، وعزيز حطاب.
- 2007: فين ماشي يا موشي - فيلم من اخراج: حسن بنجلون، وبطولة : سيمون الباز وآخرون.
- 2007: سميرة في الضيعة - من تأليف واخراج : لطيف لحلو، وشاركها في العمل كل من: سناء موزيان، ومحمد مجد.[6]
- 2008: بوشعيب بوسعود - من تأليف : إبراهيم هاني، واخراج: عبدالكريم الدرقاوي، وشاركها في العمل كل من: عبدالحق الزروالي، ونجاة الوافي.[7]
- 2009: ألو بيتزا- فيلم من اخراج: مراد الخودي
- 2009: الصالحة - فيلم من إخراج : كمال كمال، وبطولة: حنان الإبراهيمي، ومحمد البسطاوي.
- 2014: الكماط - فيلم كوميدي من اخراج: زكية الطاهري، وبطولة: عزالعرب الكغاط، وسعيد باي.
- 2016: دالاص - من تأليف واخرج: محمد علي المجبود، وقامت فيه سعاد بدور" السعدية" ،وشاركها في العمل كل من: عزيز داداس، وأمال الأطرش.[8]
- 2017: عمي - فيلم من تأليف واخراج: نسيم عباسي، وشاركها العمل كل من: عالية الركاب، وعبالرحيم التونسي.[9]
- 2019: ربيبي مليونير - فيلم من تأليف : بشري بلواد، واخراج: علي الطاهري، وشاركها العمل كل من: عبدالله فركوس، وعبدالكبير حزيران.[10]
- 2021: القافز - فيلم من تأليف : عبدالرحيم بهير، واخراج : يوسف الركاب، وشاركها العمل كل من: طارق البخاري، وحسناء مومني.[11]
- 2021: عمي نوفل - فيلم من تأليف: يحيي الفاندي، واخراج: هشام العسري، وشاركها في العمل كل من: حميد نجاح، ويحيي الفاندي.[12]
- 2023: جورج - فيلم من تأليف : بشري مالك، واخراج : ربيع سجيد، وشاركها في العمل كل من: إدريس شلوح، ومهدي أزكري.[13]

### ثانياً: المسلسلات
- 1984: راضية - والذي يعد أول مسلسل لسعاد العلوي.
- 2006: الأبرياء - مسلسل من تأليف : كنزة الحميدي، واخراج: محمد عاطفي، وشاركها في العمل كل من: هشام بهلول ، وياسين أحجام.[14]
- 2012: أحلام نسيم - مسلسل من تأليف: محمد عز الدين دريد، ومختار عيش، وإخراج علي الطاهري وحميد زيان. و بطولة سعد لمجرد، فرح الفاسي، يونس ميكري، أمل عيوش، نعيمة المشرقي.
- 2012: شبح الماضي
- 2013: دارت ليام (ج2) - مسلسل من تأليف: صديقة عمر، واخراج: إبراهيم الشكيري، وحكيم القبابي، وشاركها في العمل كل من: كليلة بونعيلات ، وهشام بهلول.[15]
- 2013- : مداولة - مسلسل من تأليف : رشيدة أحفوض، ورؤوف الصباحي، واخراج: رؤوف الصباحي، وشاركها العمل كل من: محمد البسطاوي ، وصالح بن صالح.[16]
- 2014: شيب وشباب - مسلسل من تأليف: يونس كنبوج، واخراج: عادل الفاضلي، وشاركها في العمل كل من: فاطمة الزهراء قنبوع، ونادية نيازي.[17]
- 2016: كبور ولحبيب - مسلسل من تأليف حسن الفد، وهيثم مفتاح، واخراج: أحمد اكساس، وقامت فيه سعاد بدور" خديجة" ، وشاركها في العمل كل من: حسن الفد ، وهيثم مفتاح.[18]
- 2021: حياة - مسلسل من تأليف : فاتن اليوسفي، واخراج : عادل الفاضلي، وشاركها في العمل كل من: ابتسام تسكت، وعبدالله شكيري[19]
- 2022: لمكتوب -(ج1) مسلسل من تأليف: فاتن اليوسفي، واخراج: علاء أكعبون،وجسدت فيه سعاد دور" راضية"، وشاركها في العمل كل من: أمين الناجي، ومريم الزعيمي،.[20]
- 2023: يبان يبان - مسلسل من تأليف: أمين أسماعي، واخراج علي الطاهري، وشاركها في العمل كل من: نزهة الركراكي، نفيسة بنشهيدة.[21]
- 2023: لمكتوب (ج2) - مسلسل من تأليف: فاتن اليوسفي، واخراج: علاء أكعبون، وشاركها في العمل كل من: دنيا بوطازوت، ومريم الزعيمي. وجسدت فيه سعاد دور" راضية" [3][22]

## روابط خارجية
- سعاد العلوي على موقع ألو سيني (الفرنسية)